# Battaglia di Five Forks
La battaglia di Five Forks è stata un episodio della campagna di Appomattox nel quadro del Teatro Orientale della guerra di secessione americana e venne combattuta il 1º aprile 1865 a sud-ovest di Petersburg, in Virginia nei pressi di Five Forks, nella Contea di Dinwiddie.

## Contesto
A seguito della battaglia di Dinwiddie Court House del 31 marzo, il comandante confederato George Edward Pickett, saputo dell'arrivo di nuove truppe federali, decise di respingerle fino a Hatcher's Run ma ricevette l'ordine del generale Robert Edward Lee di mantenere le posizioni a Five Forks, punto di congiunzione tra White Oak Road, Scott's Road, Ford's (o Church) Road, e la Dinwiddie Court House Road.
Le truppe di Pickett costruirono dunque una linea difensiva di circa 2,8 km proteggendone i due fianchi con la cavalleria.
Dal canto suo, il comandante Sheridan decise di attaccare la linea nemica con la cavalleria schierando il V corpo d'armata – sotto il comando del generalmaggiore Warren – sul fianco sinistro dei confederati.

## La battaglia
Warren, seguendo gli ordini di Sheridan, attaccò con due divisioni e una terza di riserva ma il fianco sinistro dei nemici si trovava in una posizione diversa da quella prevista. Le truppe di Warren vennero dunque colpite dai nemici e cercarono riparo nella boscaglia.
Nel frattempo Sheridan guidava la carica aprendo una breccia nel fianco sinistro della linea di Pickett e, prima ancora che i confederati riuscissero a organizzare una nuova linea difensiva, ordinò a Warren di attaccare da nord.
In poco tempo Sheridan sconfisse duramente gli uomini di Pickett infliggendo pesanti perdite.

## Conseguenze
La sconfitta a Five Forks minacciava la linea di ritirata del generale Lee lungo la South Side Railroad.
Lee informò dunque il Presidente confederato Jefferson Davis della necessità di evacuare Petersburg e Richmond.